# Ten Foot Pole
Ten Foot Pole ist eine US-amerikanische Punkrock-/Melodic-Hardcore-Band.

## Bandgeschichte
Die Band wurde 1983 gegründet, allerdings mit dem Namen Scared Straight. Umbenannt haben sie sich eher spontan in Deutschland als sie in Europa auf Tour waren und nicht als Straight-Edge-Band wirken wollten, um ihre erste CD Swill zu präsentieren. Sie mussten damals selber alle CDs, die sie dabei hatten, handschriftlich mit Ten Foot Pole beschriften. Bei dem Namen sind sie dann aber auch geblieben.

## Mitglieder
1996 wurde Dennis Jagard zum Sänger, nachdem der „fünfte Mann“ Scott Radinsky die Band für seine Baseballkarriere verlassen musste. Mike Levy und Eric Cody sind nicht von Anfang an dabei gewesen, sondern zum letzten Album Subliminable Messages dazugekommen. Es spielten schon unter anderem Johnny Smoke (Bass) und Steve Von Treetrunk (Gitarre) in Ten Foot Pole.

## Diskografie
Ten Foot Pole haben ihre Platten mit Ausnahme ihres ersten Albums und der Split-CD mit den Satanic Surfers (Bad Taste Records) bisher über Epitaph Records, Victory Records und Go-Kart Records veröffentlicht. Ihr erstes Album wurde von Fat Mike von NOFX veröffentlicht, allerdings wollte dieser das Album nicht über sein Label Fat Wreck Chords veröffentlichen, da die Band noch in ihren Anfängen war und auf ihrem ersten Album einiges an experimenteller Musik vorhanden war.
- Swill (1993, Ten Foot Records)
- Rev (1994, Epitaph Records)
- Split mit Satanic Surfers (1995, Bad Taste Records)
- Unleashed (1997, Epitaph Records)
- Insider (1999, Epitaph Records)
- Bad Mother Trucker (2002, Victory Records)
- Subliminable Messages (2004, Go-Kart Records)
- Setlist (2017, Cyber Tracks)